# Bauchumfang

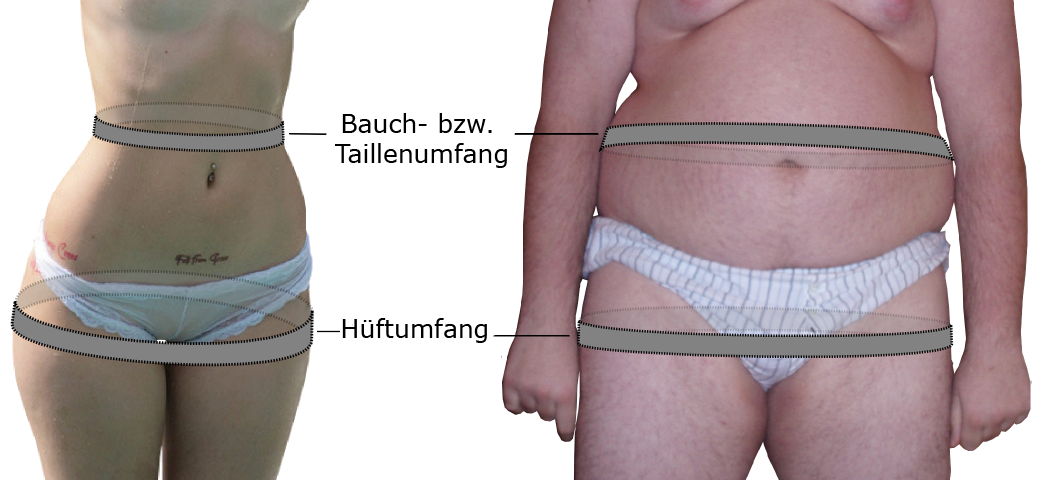
Messung vom Bauch- bzw. Taillenumfang

Der Bauchumfang bzw. Taillenumfang (englisch waist circumference) bezeichnet den in der Mitte zwischen dem unteren Rippenbogen und dem Beckenkamm gemessenen Körperumfang. Die Messung des Bauchumfangs ist eine indirekte Methode zur Bestimmung des in der Bauchhöhle liegenden Fettgewebes, des sogenannten Bauchfettes.

## Übliche Werte
Säuglinge haben einen Taillenumfang von etwa 49 bis 54 cm, bis zum Alter von 12 Jahren bzw. etwa 150 cm Körpergröße steigt der Bauchumfang auf etwa 65 cm an. Die Herren-Konfektionsgrößen 24-25, 44-52-56 sowie 90-94-102 umfassen den Taillenumfangsbereich von 74-94-102 cm. Die Damen-Konfektionsgrößen 17-21-23, 32-42-48, 68-84-92 umspannen einen Taillenumfang von 60-80-88 cm. Diese Werte wurden als die Grenzwerte des folgenden Abschnitts herangezogen.

## Gesundheitliche Relevanz
Ein erhöhter Bauchumfang, bei Frauen von über 80 cm, bei Männern von über 94 cm, gilt als wichtiger Risikofaktor für das Auftreten von Krankheiten, wie koronare Herzkrankheit, Schlaganfall und Diabetes mellitus Typ 2. Bei über 88 cm bei Frauen und 102 cm bei Männern besteht ein deutlich erhöhtes Risiko. Forscher haben aus diesen Gründen vorgeschlagen, in gesundheitlichen Routine-Untersuchungen auch den Bauchumfang zu messen.
Obwohl der Bauchumfang nur auf das Geschlecht, nicht aber auf Alter, Körpergröße oder andere individuell unterschiedliche Parameter bezogen wird, erlaubt er eine orientierende Abschätzung der statistischen Risikoerhöhung durch Übergewicht und schweres Übergewicht (Adipositas), die mit dem Body-Mass-Index (BMI) und dem Verhältnis von Bauch zu Hüfte gut korreliert. Der erst seit Juli 2012 existierende Body-Shape-Index (BSI oder auch ABSI) soll besser als der BMI Gesundheitsrisiken prognostizieren, indem er das besonders schädliche Bauchfett mit in die Berechnung einbezieht. Das Verhältnis zwischen Bauchumfang und Körpergröße drückt die Waist-to-height ratio aus.

## Messmethode
Beim Messen des Bauchumfangs sollte man beachten:
- vor dem Frühstück, nüchtern
- stehend und mit freiem Oberkörper, am besten vor dem Spiegel
- leicht ausgeatmet
- auf der mittleren Höhe zwischen dem oberen Ende des Darmbeins bzw. der Beckenschaufel (Beckenkamm, Crista iliaca) und der untersten Rippe.[1][3]